# Cadel Evans Great Ocean Road Race 2023
La Cadel Evans Great Ocean Road Race 2023 fou la 7a edició de la Cadel Evans Great Ocean Road Race, una cursa ciclista d'un sol dia que es disputà pels voltants de Melbourne el 29 de gener de 2023. Formava part del calendari UCI World Tour 2023. La cursa es va tornar a diputar després de dos anys sense fer-ho per culpa de la pandèmia de COVID-19.
El vencedor final fou l'alemany Marius Mayrhofer (Team DSM), que s'imposà a l'esprint a Hugo Page (Intermarché-Circus-Wanty) i Simon Clarke (Israel-Premier Tech) completà el podi.

## Equips
Catorze equips van prendre part a la cursa, 11 equips WorldTeam, dos equips ProTeam i un equip nacional.
| WorldTeams (11)- AG2R Citroën Team - Arkéa-Samsic - Bora-Hansgrohe - EF Education-EasyPost - Ineos Grenadiers - Intermarché-Circus-Wanty - Soudal Quick-Step - Team Jayco AlUla - Team DSM - Trek-Segafredo - UAE Team Emirates ProTeams (2)- Israel-Premier Tech - Bolton Equities Black Spoke Pro Cycling Equip nacional amb nom de patrocionador- UniSA-Australia |
| |

## Classificació
| \| Classificació general \| Classificació general \| Classificació general \| Classificació general \| Classificació general \| \| Corredor \| Corredor \| Equip \| Temps \| \| \| --------------------- \| --------------------- \| --------------------------------------- \| --------------------- \| --------------------- \| \| 1r \| Marius Mayrhofer \| Team DSM \| 4h 15' 11" \| \| \| 2n \| Hugo Page \| Intermarché-Circus-Wanty \| + 0" \| \| \| 3r \| Simon Clarke \| Israel-Premier Tech \| + 0" \| \| \| 4t \| Michael Matthews \| Team Jayco AlUla \| + 0" \| \| \| 5è \| Corbin Strong \| Israel-Premier Tech \| + 0" \| \| \| 6è \| Caleb Ewan \| UniSA-Australia \| + 0" \| \| \| 7è \| Dion Smith \| Intermarché-Circus-Wanty \| + 0" \| \| \| 8è \| Marc Hirschi \| UAE Team Emirates \| + 0" \| \| \| 9è \| George Bennett \| UAE Team Emirates \| + 0" \| \| \| 10è \| Sean Quinn \| EF Education-EasyPost \| + 0" \| \| \| 11è \| Kévin Ledanois \| Arkéa-Samsic \| + 0" \| \| \| 12è \| Aaron Gate \| Bolton Equities Black Spoke Pro Cycling \| + 0" \| \| \| 13è \| Natnael Tesfatsion \| Trek-Segafredo \| + 0" \| \| \| 14è \| Mauro Schmid \| Soudal Quick-Step \| + 0" \| \| \| 15è \| Lucas Plapp \| Ineos Grenadiers \| + 0" \| \| |                    |                                         |            |
| |                    |                                         |            |
| Font: ProCyclingStats |                    |                                         |            |
| Classificació general |                    |                                         |            |
| Corredor | Corredor           | Equip                                   | Temps      |
| 1r | Marius Mayrhofer   | Team DSM                                | 4h 15' 11" |
| 2n | Hugo Page          | Intermarché-Circus-Wanty                | + 0"       |
| 3r | Simon Clarke       | Israel-Premier Tech                     | + 0"       |
| 4t | Michael Matthews   | Team Jayco AlUla                        | + 0"       |
| 5è | Corbin Strong      | Israel-Premier Tech                     | + 0"       |
| 6è | Caleb Ewan         | UniSA-Australia                         | + 0"       |
| 7è | Dion Smith         | Intermarché-Circus-Wanty                | + 0"       |
| 8è | Marc Hirschi       | UAE Team Emirates                       | + 0"       |
| 9è | George Bennett     | UAE Team Emirates                       | + 0"       |
| 10è | Sean Quinn         | EF Education-EasyPost                   | + 0"       |
| 11è | Kévin Ledanois     | Arkéa-Samsic                            | + 0"       |
| 12è | Aaron Gate         | Bolton Equities Black Spoke Pro Cycling | + 0"       |
| 13è | Natnael Tesfatsion | Trek-Segafredo                          | + 0"       |
| 14è | Mauro Schmid       | Soudal Quick-Step                       | + 0"       |
| 15è | Lucas Plapp        | Ineos Grenadiers                        | + 0"       |

## Llista de participants
| Soudal Quick-Step SOQ | Soudal Quick-Step SOQ | Soudal Quick-Step SOQ |
| --------------------- | --------------------- | --------------------- |
| Núm                   | Ciclista              | Pos                   |
| 1                     | Mattia Cattaneo (ITA) | DNF                   |
| 2                     | Stan Van Tricht (BEL) | 44è                   |
| 3                     | Dries Devenyns (BEL)  | 83è                   |
| 4                     | James Knox (GBR)      | 61è                   |
| 5                     | Mauro Schmid (SUI)    | 14è                   |
| 6                     | Jannik Steimle (GER)  | 38è                   |
| 7                     | Martin Svrček (SVK)   | DNF                   |

| AG2R Citroën Team ACT | AG2R Citroën Team ACT | AG2R Citroën Team ACT |
| --------------------- | --------------------- | --------------------- |
| Núm                   | Ciclista              | Pos                   |
| 11                    | Ben O'Connor (AUS)    | 46è                   |
| 12                    | Alex Baudin (FRA)     | 45è                   |
| 13                    | Dorian Godon (FRA)    | 52è                   |
| 14                    | Paul Lapeira (FRA)    | 27è                   |
| 15                    | Nans Peters (FRA)     | 35è                   |
| 16                    | Michael Schär (SUI)   | 39è                   |
| 17                    | Damien Touzé (FRA)    | 25è                   |

| Bora-Hansgrohe BOH | Bora-Hansgrohe BOH          | Bora-Hansgrohe BOH |
| ------------------ | --------------------------- | ------------------ |
| Núm                | Ciclista                    | Pos                |
| 21                 | Shane Archbold (NZL)        | DNF                |
| 22                 | Marco Haller (AUT)          | 22è                |
| 23                 | Jai Hindley (AUS)           | 32è                |
| 24                 | Luis-Joe Lührs (GER)        | DNF                |
| 25                 | Jordi Meeus (BEL)           | 41è                |
| 26                 | Maximilian Schachmann (GER) | 18è                |
| 27                 | Giovanni Aleotti (ITA)      | 53è                |

| EF Education-EasyPost EFE | EF Education-EasyPost EFE   | EF Education-EasyPost EFE |
| ------------------------- | --------------------------- | ------------------------- |
| Núm                       | Ciclista                    | Pos                       |
| 31                        | Alberto Bettiol (ITA)       | 31è                       |
| 32                        | Mikkel Frølich Honoré (DEN) | 17è                       |
| 33                        | Jens Keukeleire (BEL)       | 34è                       |
| 34                        | Sean Quinn (USA)            | 10è                       |
| 35                        | Jonas Rutsch (GER)          | 56è                       |
| 36                        | Thomas Scully (NZL)         | DNF                       |
| 37                        | Łukasz Wiśniowski (POL)     | DNF                       |

| Ineos Grenadiers IGD | Ineos Grenadiers IGD     | Ineos Grenadiers IGD |
| -------------------- | ------------------------ | -------------------- |
| Núm                  | Ciclista                 | Pos                  |
| 41                   | Ethan Hayter (GBR)       | 82è                  |
| 42                   | Leo Hayter (GBR)         | 65è                  |
| 43                   | Kim Heiduk (GER)         | 71è                  |
| 44                   | Lucas Plapp (AUS) (ruta) | 15è                  |
| 45                   | Magnus Sheffield (USA)   | DNF                  |
| 46                   | Ben Swift (GBR)          | 57è                  |
| 47                   | Cameron Wurf (AUS)       | DNF                  |

| Intermarché-Circus-Wanty ICW | Intermarché-Circus-Wanty ICW | Intermarché-Circus-Wanty ICW |
| ---------------------------- | ---------------------------- | ---------------------------- |
| Núm                          | Ciclista                     | Pos                          |
| 51                           | Sven Erik Bystrøm (NOR)      | 24è                          |
| 52                           | Julius Johansen (DEN)        | 76è                          |
| 53                           | Hugo Page (FRA)              | 2n                           |
| 54                           | Gerben Thijssen (BEL)        | 81è                          |
| 55                           | Taco van der Hoorn (NED)     | 79è                          |
| 56                           | Boy van Poppel (NED)         | 74è                          |
| 57                           | Dion Smith (NZL)             | 7è                           |

| UAE Team Emirates UAD | UAE Team Emirates UAD   | UAE Team Emirates UAD |
| --------------------- | ----------------------- | --------------------- |
| Núm                   | Ciclista                | Pos                   |
| 61                    | Sjoerd Bax (NED)        | 49è                   |
| 62                    | George Bennett (NZL)    | 9è                    |
| 63                    | Alessandro Covi (ITA)   | 42è                   |
| 64                    | Finn Fisher-Black (NZL) | 37è                   |
| 65                    | Marc Hirschi (SUI)      | 8è                    |
| 66                    | Jay Vine (AUS)          | 28è                   |
| 67                    | Michael Vink (NZL)      | DNF                   |

| Arkéa-Samsic ARK | Arkéa-Samsic ARK       | Arkéa-Samsic ARK |
| ---------------- | ---------------------- | ---------------- |
| Núm              | Ciclista               | Pos              |
| 71               | Élie Gesbert (FRA)     | 23è              |
| 72               | Mathis Le Berre (FRA)  | 66è              |
| 73               | Alessandro Verre (ITA) | 54è              |
| 74               | Ewen Costiou (FRA)     | 70è              |
| 75               | Hugo Hofstetter (FRA)  | 60è              |
| 76               | Łukasz Owsian (POL)    | 55è              |
| 77               | Kévin Ledanois (FRA)   | 11è              |

| Team Jayco AlUla JAY | Team Jayco AlUla JAY   | Team Jayco AlUla JAY |
| -------------------- | ---------------------- | -------------------- |
| Núm                  | Ciclista               | Pos                  |
| 81                   | Luke Durbridge (AUS)   | 72è                  |
| 82                   | Lucas Hamilton (AUS)   | 36è                  |
| 83                   | Michael Hepburn (AUS)  | 73è                  |
| 84                   | Campbell Stewart (NZL) | DNF                  |
| 85                   | Kelland O'Brien (AUS)  | 21è                  |
| 86                   | Michael Matthews (AUS) | 4t                   |
| 87                   | Simon Yates (GBR)      | 47è                  |

| Team DSM DSM | Team DSM DSM           | Team DSM DSM |
| ------------ | ---------------------- | ------------ |
| Núm          | Ciclista               | Pos          |
| 92           | Matthew Dinham (AUS)   | 30è          |
| 93           | Chris Hamilton (AUS)   | 51è          |
| 94           | Marius Mayrhofer (GER) | 1r           |
| 95           | Romain Combaud (FRA)   | 59è          |
| 96           | Tim Naberman (NED)     | 77è          |
| 97           | Martijn Tusveld (NED)  | 58è          |

| Trek-Segafredo TFS | Trek-Segafredo TFS           | Trek-Segafredo TFS |
| ------------------ | ---------------------------- | ------------------ |
| Núm                | Ciclista                     | Pos                |
| 101                | Filippo Baroncini (ITA)      | 40è                |
| 102                | Marc Brustenga Masagué (ESP) | NP                 |
| 103                | Tony Gallopin (FRA)          | 19è                |
| 104                | Asbjørn Hellemose (DEN)      | NP                 |
| 105                | Emīls Liepiņš (LAT)          | 67è                |
| 106                | Natnael Tesfatsion (ERI)     | 13è                |
| 107                | Antonio Tiberi (ITA)         | 16è                |

| Israel-Premier Tech IPT | Israel-Premier Tech IPT  | Israel-Premier Tech IPT |
| ----------------------- | ------------------------ | ----------------------- |
| Núm                     | Ciclista                 | Pos                     |
| 111                     | Daryl Impey (RSA)        | 26è                     |
| 112                     | Corbin Strong (NZL)      | 5è                      |
| 113                     | Simon Clarke (AUS)       | 3r                      |
| 114                     | Taj Jones (AUS)          | 80è                     |
| 115                     | Sebastian Berwick (AUS)  | 33è                     |
| 116                     | Christopher Froome (GBR) | DNF                     |
| 117                     | Derek Gee (CAN)          | 62è                     |

| Bolton Equities Black Spoke Pro Cycling BEB | Bolton Equities Black Spoke Pro Cycling BEB | Bolton Equities Black Spoke Pro Cycling BEB |
| ------------------------------------------- | ------------------------------------------- | ------------------------------------------- |
| Núm                                         | Ciclista                                    | Pos                                         |
| 121                                         | James Fouche (NZL) (ruta)                   | 20è                                         |
| 122                                         | James Oram (NZL)                            | 29è                                         |
| 123                                         | Logan Currie (NZL)                          | 43è                                         |
| 124                                         | Luke Mudgway (NZL)                          | 78è                                         |
| 125                                         | Thomas Sexton (NZL)                         | 68è                                         |
| 126                                         | George Jackson (NZL)                        | DNF                                         |
| 127                                         | Aaron Gate (NZL)                            | 12è                                         |

| UniSA-Australia AUS | UniSA-Australia AUS   | UniSA-Australia AUS |
| ------------------- | --------------------- | ------------------- |
| Núm                 | Ciclista              | Pos                 |
| 131                 | Caleb Ewan (AUS)      | 6è                  |
| 132                 | Jarrad Drizners (AUS) | 63è                 |
| 133                 | Zac Marriage (AUS)    | 75è                 |
| 134                 | Liam Walsh (AUS)      | 48è                 |
| 135                 | Kane Richards (AUS)   | 64è                 |
| 136                 | Declan Trezise (AUS)  | 69è                 |
| 137                 | Elliot Schultz (AUS)  | 50è                 |

| Soudal Quick-Step SOQ | Soudal Quick-Step SOQ | Soudal Quick-Step SOQ |
| --------------------- | --------------------- | --------------------- |
| Núm                   | Ciclista              | Pos                   |
| 1                     | Mattia Cattaneo (ITA) | DNF                   |
| 2                     | Stan Van Tricht (BEL) | 44è                   |
| 3                     | Dries Devenyns (BEL)  | 83è                   |
| 4                     | James Knox (GBR)      | 61è                   |
| 5                     | Mauro Schmid (SUI)    | 14è                   |
| 6                     | Jannik Steimle (GER)  | 38è                   |
| 7                     | Martin Svrček (SVK)   | DNF                   |

| AG2R Citroën Team ACT | AG2R Citroën Team ACT | AG2R Citroën Team ACT |
| --------------------- | --------------------- | --------------------- |
| Núm                   | Ciclista              | Pos                   |
| 11                    | Ben O'Connor (AUS)    | 46è                   |
| 12                    | Alex Baudin (FRA)     | 45è                   |
| 13                    | Dorian Godon (FRA)    | 52è                   |
| 14                    | Paul Lapeira (FRA)    | 27è                   |
| 15                    | Nans Peters (FRA)     | 35è                   |
| 16                    | Michael Schär (SUI)   | 39è                   |
| 17                    | Damien Touzé (FRA)    | 25è                   |

| Bora-Hansgrohe BOH | Bora-Hansgrohe BOH          | Bora-Hansgrohe BOH |
| ------------------ | --------------------------- | ------------------ |
| Núm                | Ciclista                    | Pos                |
| 21                 | Shane Archbold (NZL)        | DNF                |
| 22                 | Marco Haller (AUT)          | 22è                |
| 23                 | Jai Hindley (AUS)           | 32è                |
| 24                 | Luis-Joe Lührs (GER)        | DNF                |
| 25                 | Jordi Meeus (BEL)           | 41è                |
| 26                 | Maximilian Schachmann (GER) | 18è                |
| 27                 | Giovanni Aleotti (ITA)      | 53è                |

| EF Education-EasyPost EFE | EF Education-EasyPost EFE   | EF Education-EasyPost EFE |
| ------------------------- | --------------------------- | ------------------------- |
| Núm                       | Ciclista                    | Pos                       |
| 31                        | Alberto Bettiol (ITA)       | 31è                       |
| 32                        | Mikkel Frølich Honoré (DEN) | 17è                       |
| 33                        | Jens Keukeleire (BEL)       | 34è                       |
| 34                        | Sean Quinn (USA)            | 10è                       |
| 35                        | Jonas Rutsch (GER)          | 56è                       |
| 36                        | Thomas Scully (NZL)         | DNF                       |
| 37                        | Łukasz Wiśniowski (POL)     | DNF                       |

| Ineos Grenadiers IGD | Ineos Grenadiers IGD     | Ineos Grenadiers IGD |
| -------------------- | ------------------------ | -------------------- |
| Núm                  | Ciclista                 | Pos                  |
| 41                   | Ethan Hayter (GBR)       | 82è                  |
| 42                   | Leo Hayter (GBR)         | 65è                  |
| 43                   | Kim Heiduk (GER)         | 71è                  |
| 44                   | Lucas Plapp (AUS) (ruta) | 15è                  |
| 45                   | Magnus Sheffield (USA)   | DNF                  |
| 46                   | Ben Swift (GBR)          | 57è                  |
| 47                   | Cameron Wurf (AUS)       | DNF                  |

| Intermarché-Circus-Wanty ICW | Intermarché-Circus-Wanty ICW | Intermarché-Circus-Wanty ICW |
| ---------------------------- | ---------------------------- | ---------------------------- |
| Núm                          | Ciclista                     | Pos                          |
| 51                           | Sven Erik Bystrøm (NOR)      | 24è                          |
| 52                           | Julius Johansen (DEN)        | 76è                          |
| 53                           | Hugo Page (FRA)              | 2n                           |
| 54                           | Gerben Thijssen (BEL)        | 81è                          |
| 55                           | Taco van der Hoorn (NED)     | 79è                          |
| 56                           | Boy van Poppel (NED)         | 74è                          |
| 57                           | Dion Smith (NZL)             | 7è                           |

| UAE Team Emirates UAD | UAE Team Emirates UAD   | UAE Team Emirates UAD |
| --------------------- | ----------------------- | --------------------- |
| Núm                   | Ciclista                | Pos                   |
| 61                    | Sjoerd Bax (NED)        | 49è                   |
| 62                    | George Bennett (NZL)    | 9è                    |
| 63                    | Alessandro Covi (ITA)   | 42è                   |
| 64                    | Finn Fisher-Black (NZL) | 37è                   |
| 65                    | Marc Hirschi (SUI)      | 8è                    |
| 66                    | Jay Vine (AUS)          | 28è                   |
| 67                    | Michael Vink (NZL)      | DNF                   |

| Arkéa-Samsic ARK | Arkéa-Samsic ARK       | Arkéa-Samsic ARK |
| ---------------- | ---------------------- | ---------------- |
| Núm              | Ciclista               | Pos              |
| 71               | Élie Gesbert (FRA)     | 23è              |
| 72               | Mathis Le Berre (FRA)  | 66è              |
| 73               | Alessandro Verre (ITA) | 54è              |
| 74               | Ewen Costiou (FRA)     | 70è              |
| 75               | Hugo Hofstetter (FRA)  | 60è              |
| 76               | Łukasz Owsian (POL)    | 55è              |
| 77               | Kévin Ledanois (FRA)   | 11è              |

| Team Jayco AlUla JAY | Team Jayco AlUla JAY   | Team Jayco AlUla JAY |
| -------------------- | ---------------------- | -------------------- |
| Núm                  | Ciclista               | Pos                  |
| 81                   | Luke Durbridge (AUS)   | 72è                  |
| 82                   | Lucas Hamilton (AUS)   | 36è                  |
| 83                   | Michael Hepburn (AUS)  | 73è                  |
| 84                   | Campbell Stewart (NZL) | DNF                  |
| 85                   | Kelland O'Brien (AUS)  | 21è                  |
| 86                   | Michael Matthews (AUS) | 4t                   |
| 87                   | Simon Yates (GBR)      | 47è                  |

| Team DSM DSM | Team DSM DSM           | Team DSM DSM |
| ------------ | ---------------------- | ------------ |
| Núm          | Ciclista               | Pos          |
| 92           | Matthew Dinham (AUS)   | 30è          |
| 93           | Chris Hamilton (AUS)   | 51è          |
| 94           | Marius Mayrhofer (GER) | 1r           |
| 95           | Romain Combaud (FRA)   | 59è          |
| 96           | Tim Naberman (NED)     | 77è          |
| 97           | Martijn Tusveld (NED)  | 58è          |

| Trek-Segafredo TFS | Trek-Segafredo TFS           | Trek-Segafredo TFS |
| ------------------ | ---------------------------- | ------------------ |
| Núm                | Ciclista                     | Pos                |
| 101                | Filippo Baroncini (ITA)      | 40è                |
| 102                | Marc Brustenga Masagué (ESP) | NP                 |
| 103                | Tony Gallopin (FRA)          | 19è                |
| 104                | Asbjørn Hellemose (DEN)      | NP                 |
| 105                | Emīls Liepiņš (LAT)          | 67è                |
| 106                | Natnael Tesfatsion (ERI)     | 13è                |
| 107                | Antonio Tiberi (ITA)         | 16è                |

| Israel-Premier Tech IPT | Israel-Premier Tech IPT  | Israel-Premier Tech IPT |
| ----------------------- | ------------------------ | ----------------------- |
| Núm                     | Ciclista                 | Pos                     |
| 111                     | Daryl Impey (RSA)        | 26è                     |
| 112                     | Corbin Strong (NZL)      | 5è                      |
| 113                     | Simon Clarke (AUS)       | 3r                      |
| 114                     | Taj Jones (AUS)          | 80è                     |
| 115                     | Sebastian Berwick (AUS)  | 33è                     |
| 116                     | Christopher Froome (GBR) | DNF                     |
| 117                     | Derek Gee (CAN)          | 62è                     |

| Bolton Equities Black Spoke Pro Cycling BEB | Bolton Equities Black Spoke Pro Cycling BEB | Bolton Equities Black Spoke Pro Cycling BEB |
| ------------------------------------------- | ------------------------------------------- | ------------------------------------------- |
| Núm                                         | Ciclista                                    | Pos                                         |
| 121                                         | James Fouche (NZL) (ruta)                   | 20è                                         |
| 122                                         | James Oram (NZL)                            | 29è                                         |
| 123                                         | Logan Currie (NZL)                          | 43è                                         |
| 124                                         | Luke Mudgway (NZL)                          | 78è                                         |
| 125                                         | Thomas Sexton (NZL)                         | 68è                                         |
| 126                                         | George Jackson (NZL)                        | DNF                                         |
| 127                                         | Aaron Gate (NZL)                            | 12è                                         |

| UniSA-Australia AUS | UniSA-Australia AUS   | UniSA-Australia AUS |
| ------------------- | --------------------- | ------------------- |
| Núm                 | Ciclista              | Pos                 |
| 131                 | Caleb Ewan (AUS)      | 6è                  |
| 132                 | Jarrad Drizners (AUS) | 63è                 |
| 133                 | Zac Marriage (AUS)    | 75è                 |
| 134                 | Liam Walsh (AUS)      | 48è                 |
| 135                 | Kane Richards (AUS)   | 64è                 |
| 136                 | Declan Trezise (AUS)  | 69è                 |
| 137                 | Elliot Schultz (AUS)  | 50è                 |